# Torpedo Kutaisi
Torpedo Kutaisi er en fodboldklub fra Georgiens næststørste by Kutaisi.

## Titler
- Georgiske mesterskaber (4): 2000, 2001, 2002 og 2017.[1]
- Georgiske pokalturnering (4): 1999, 2001, 2016 og 2018.[2]
- Superpokalturnering (2): 2018 og 2019[3]

## Historiske slutplaceringer

### Umaglesi Liga
| Sæson   | Niveau | Liga          | Placering | Kilder |
| ------- | ------ | ------------- | --------- | ------ |
| 2013-14 | 1.     | Umaglesi līga | 7.        | [ 4 ]  |
| 2014-15 | 1.     | Umaglesi līga | 8.        | [ 5 ]  |
| 2015-16 | 1.     | Umaglesi līga | 6.        | [ 6 ]  |
| 2016    | 1.     | Umaglesi līga | 5.–6.     | [ 7 ]  |

### Erovnuli Liga
| Sæson | Niveau | Liga          | Placering | Kilder |
| ----- | ------ | ------------- | --------- | ------ |
| 2017  | 1.     | Erovnuli līga | 1.        | [ 8 ]  |
| 2018  | 1.     | Erovnuli līga | 3.        | [ 9 ]  |
| 2019  | 1.     | Erovnuli līga | 6.        | [ 10 ] |
| 2020  | 1.     | Erovnuli līga | 8.        | [ 11 ] |
| 2021  | 1.     | Erovnuli līga | 8.        | [ 12 ] |
| 2022  | 1.     | Erovnuli līga | 5.        | [ 13 ] |
| 2024  | 1.     | Erovnuli Liga | 2.        | [ 14 ] |

## Nuværende trup
Pr. 11. april 2025.
| Nr. | Land      | Position | Spiller            |
| --- | --------- | -------- | ------------------ |
| 1   | Georgien  | MM       | Oto Goshadze       |
| 2   | Brasilien | FO       | Warley             |
| 4   | Georgien  | FO       | Solomon Kvirkvelia |
| 5   | Georgien  | FO       | Tsotne Nadaraia    |
| 6   | Tyskland  | MI       | Mohamed Cherif     |
| 7   | Georgien  | MI       | Merab Gigauri      |
| 8   | Kroatien  | MI       | Mateo Itrak        |
| 9   | Norge     | AN       | Bjørn Johnsen      |
| 10  | Georgien  | MI       | Giorgi Kokhreidze  |
| 11  | Brasilien | AN       | Rafael Lima        |
| 3   | Frankrig  | FO       | Mamadou Sakho      |
| 13  | Georgien  | FO       | Glib Katkov        |

| Nr. | Land      | Position | Spiller               |
| --- | --------- | -------- | --------------------- |
| 17  | Georgien  | FO       | Mate Topadze          |
| 18  | Georgien  | MI       | Irakli Bidzinashvili  |
| 19  | Brasilien | AN       | Jhow                  |
| 20  | Brasilien | AN       | Paata Ghudushauri     |
| 27  | Georgien  | FO       | Levan Kharabadze      |
| 22  | Frankrig  | MI       | Kisley Zita           |
| 23  | Georgien  | AN       | Tsotne Patsatsia      |
| 24  | Georgien  | FO       | Amiran Tkeshelashvili |
| 25  | Georgien  | MM       | Soso Kopaliani        |
| 26  | Georgien  | MI       | Aleko Basiladze       |
| 30  | Georgien  | AN       | Luka Rekhviashvili    |
| 31  | Serbien   | MM       | Filip Kljajic         |
| 33  | Brasilien | FO       | Eric Pimentel         |
| 40  | Georgien  | AN       | Vano Chargeishvili    |
| 14  | Brasilien | AN       | Felipe Pires          |